# Baudó
 Ovo je glavno značenje pojma Baudó. Za planinski lanac u Kolumbiji pogledajte Serranía del Baudó.
Baudó je rijeka u Kolumbiji. Teče kroz planinski lanac Serranía del Baudó, te utječe u Tihi ocean.

## Fauna
Andinoacara biseriatus - ciklid.